# Storia della Cambogia
Questo articolo è dedicato alla Storia della Cambogia.

## Preistoria
Una presenza umana in territorio cambogiano, risalente all'Acheuleano, è testimoniata da ciottoli lavorati in quarzo e quarzite rinvenuti in terrazzamenti lungo il Mekong, nelle province di Kratié e Stung Treng, e nella provincia di Kampot. In virtù dell'associazione con fauna del Pleistocene e della somiglianza con reperti rinvenuti in Vietnam, gli scopritori hanno suggerito una datazione anteriore al 500.000 a.C., per quanto non del tutto affidabile e messa in discussione da altri studiosi.
Nella fase successiva all'ultima glaciazione, con l'ingresso nell'Olocene circa 12000 anni fa, il livello del mare si alzò di circa 120 metri.  Nella zona del sudest asiatico, l'area che via via era stata sommersa (conosciuta come Sundaland) aveva ospitato gruppi di cacciatori-raccoglitori del Paleolitico, che si erano spostati a colonizzare aree come l'Australia, adattandosi ad ambienti assai differenti.
Il sito abitato vero e proprio considerato forse il più antico della Cambogia, l'unico attribuibile al cosiddetto "periodo Hoabinhiano" (dal sito vietnamita di Hòa Bình), è la cava di Laang Spean, nella provincia di Battambang. Sono stati rinvenuti manufatti in terracotta tra i più antichi del Sud-est asiatico, datati tramite carbonio 14 al 6000 a.C.
Un altro sito che presenta strati multipli con un'occupazione prolungata, dal Neolitico all'età del bronzo, è Samrong Sen, scavato da studiosi francesi già sul finire dell'Ottocento, mentre oggetto di ricerca archeologica è diventato di recente il sito di Phum Snay, nella provincia settentrionale di Banteay Meanchey. Piccoli manufatti preistorici vengono spesso rinvenuti in scavi minerari nella provincia di Ratanakiri.
Attorno al 2000 a.C. il livello era circa due metri più elevato dell'attuale e la costa cambogiana correva in zone ora interne.
Il rinvenimento dei resti di alcuni insediamenti che all'epoca erano costieri e oggi si trovano qualche decina di chilometri all'interno, ad esempio a Nong Nor e Khoh Phanom Di, ha permesso di fare parziale luce sulla fondamentale transizione all'agricoltura e all'allevamento nella zona. Si trattava infatti di comunità stanziali (cosa evidenziata dalla presenza di ceramiche), ben adattate alla vita in un ambiente costiero in cui il cibo era abbondante e il rischio di malaria elevato, tanto che i resti mortuari esibiscono segni di talassemia. Non vi compaiono resti di animali domestici né di utilizzo alimentare di riso, che del resto mal si adatta ad un ambiente salino.
La fondamentale coltivazione del riso pare essere stata infatti importata da popolazioni austroasiatiche Mon-Khmer, che attuarono una lenta penetrazione da nord nel terzo millennio a.C. e mescolandosi con le comunità esistenti andranno a costituire il nucleo della popolazione cambogiana. Diversi studiosi attribuiscono comunque alla regione del sudest asiatico un primato nella coltivazione del riso e nella forgiatura del bronzo.
Secondo i dati attualmente disponibili, si ritiene che il Neolitico in Cambogia ebbe una durata breve, meno di un migliaio di anni. A partire da questo periodo compaiono dei caratteristici terrapieni circolari ("circular earthworks"), scoperti a partire dalla fine degli anni cinquanta nella provincia di Kampong Cham a cavallo del confine vietnamita, la cui funzione è ancora discussa.
La transizione all'età del bronzo è ancora poco conosciuta, ma non ci sono prove di autorità od organizzazioni che si estendano al di là del singolo villaggio.
L'entrata dell'area nell'età del ferro si stima sia avvenuta intorno al V secolo a.C. A differenza del bronzo (importato dall'Isan, oggi regione thailandese), il ferro veniva estratto e lavorato anche in loco, ma la maggior parte dei siti finora rinvenuti e studiati di quest'epoca sono situati anch'essi in Thailandia, sull'altopiano di Khorat, nelle valli dei fiumi Mun e Chi. Dalle sepolture si evidenzia un aumento della disponibilità alimentare, della ricchezza, del commercio tra le comunità e dell'organizzazione sociale. Nella tarda età del ferro sono documentati i commerci con India e Cina. Spesso i siti rimarranno occupati anche in età storica, ad esempio gli strati preistorici di Non Dua si trovano sotto un tempio angkoriano e il sito di Lovea si trova pochi chilometri a nord-ovest di Angkor stessa.
La transizione all'epoca storica avviene in corrispondenza dei primi secoli dell'era cristiana. Le evidenze maggiori sono state finora riscontrate nell'area del basso corso e del delta del Mekong, che partecipò all'aumento del commercio marittimo del periodo, mentre i dati sull'area interna attorno al Tonle Sap sono scarsi. Il sito esemplare di questo periodo nell'attuale territorio cambogiano è Angkor Borei, nella provincia di Takéo, correlato all'ancora largamente indefinito regno di Funan.

## I primi regni Khmer

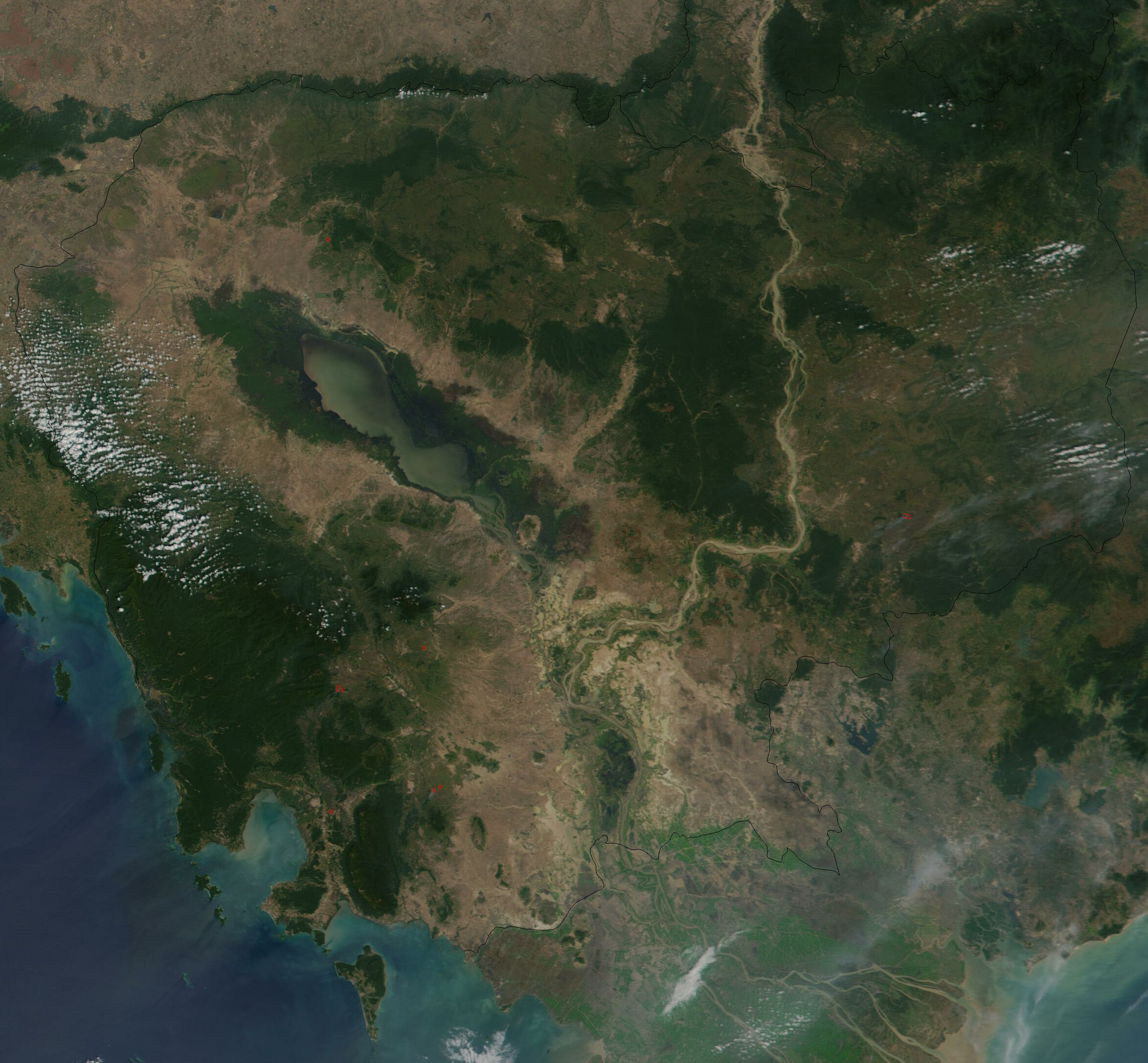
Immagine della Cambogia ripresa da un satellite

I Khmer furono tra i primi nel sudest asiatico a presentare forme di religione, istituzioni politiche e a stabilire regni centralizzati che comprendevano vasti territori. Il più antico regno di cui si ha traccia nella zona è quello di Funan che fiorì tra il I e il VII secolo ed era abitato da popolazioni di lingue mon-khmer. Ad esso seguì il regno di Chenla che comprendeva ampie zone facenti oggi parte di Cambogia, Vietnam, Laos e Thailandia (conosciuta come Siam fino al 1939). L'età dell'oro della civiltà Khmer, tuttavia, corrisponde al periodo che va dal IX al XIII secolo, quando l'Impero Khmer governò su ampi territori (la capitale era ad Angkor, nella parte occidentale del paese).
Sotto Jayavarman VII (1181 - 1218), il regno di Kambuja arrivò al suo zenit politico e culturale raggiungendo il massimo della creatività. Dopo la morte di Jayavarman VII iniziò il suo graduale declino. Importanti fattori che contribuirono alla decadenza del regno erano l'aggressività dei popoli vicini (specialmente i Siamesi), le croniche lotte per la successione al trono e il graduale deterioramento dei sistemi di irrigazione che avevano assicurato per anni il necessario surplus di riso. La monarchia di Angkor sopravvisse sino al 1431, quando i Thai occuparono Angkor Thom e il re cambogiano fuggì nella parte meridionale del paese. Il regno di Kambuja, da cui il nome di Kampuchea o Cambogia, fu nei secoli successivi assoggettato a turno dai vietnamiti e dai siamesi, diventando uno Stato cuscinetto tra i due regni vicini. Tale periodo, che gli storici fissano tra il 1432 ed il 1863, è conosciuto come quello dei secoli bui della Cambogia.

## L'età moderna
Dal XV al XIX secolo ci fu un continuo declino e una continua perdita di territori. Un breve periodo di prosperità ci fu durante il XVI secolo poiché il re, che costruì la capitale in una regione a sud-est del Tonle Sap (Il Grande Lago) lungo il fiume Mekong, favorì il commercio con altre parti dell'Asia. In questo periodo, per la prima volta, arrivarono gli avventurieri e i missionari portoghesi e spagnoli. La conquista da parte dei Thai della nuova capitale a Lovek nel 1594 segnò un calo nelle fortune del paese e la Cambogia divenne una pedina nelle mani delle contese dei suoi belligeranti vicini, il Vietnam e il Siam.
La colonizzazione da parte del Vietnam dell'area del delta del Mekong, portò all'annessione di quell'area nel XVII secolo. La Cambogia perse alcuni dei suoi più ricchi territori e buona parte dell'accesso al mare. Queste invasioni continuarono anche nella prima metà del XIX secolo perché il Vietnam era determinato ad assorbire i territori dei Khmer e forzare i suoi abitanti ad accettare la sua cultura. Tali politiche imperialistiche provocarono una continua diffidenza nei confronti dei loro vicini orientali, che continuò fino ai giorni nostri.

## Dall'Ottocento alla Repubblica dei Khmer
Nel 1863 Re Norodom firmò un accordo che accordava alla Francia il protettorato sul suo regno. Pian piano l'intero paese cadde sotto il dominio coloniale francese.
Durante la Seconda guerra mondiale, i Giapponesi consentirono al governo francese di Vichy che collaborava con i Nazisti di continuare ad amministrare la Cambogia e gli altri territori dell'Indocina, ma allo stesso tempo fomentarono il nazionalismo dei Khmer. La Cambogia ottenne un breve periodo di indipendenza nel 1945 prima che le truppe alleate ripristinassero il controllo francese. Re Norodom Sihanouk, che era stato scelto dai Francesi per succedere a Re Monivongm, assunse rapidamente un ruolo politico centrale poiché cercò di neutralizzare le sinistre e gli opponenti repubblicani e si adoperò per negoziare dei termini ragionevoli per l'indipendenza dalla Francia. La "crociata monarchica per l'indipendenza" di Sihanouk portò, anche se con un po' di malumore, ad un tacito consenso per il passaggio della sovranità. Un accordo parziale fu raggiunto nell'ottobre del 1953. Dopo ciò Sihanouk tornò alla capitale, Phnom Penh, affermando di aver ottenuto l'indipendenza. L'anno seguente, come risultato della conferenza di Ginevra sull'Indocina, la Cambogia ottenne il ritiro delle truppe Viet Minh dai suoi territori e la completa sovranità.
Per giocare un ruolo più attivo nella politica nazionale, Sihanouk abdicò nel 1955 e lasciò il trono a suo padre, Norodom Suramarit. Ora divenuto soltanto un principe, Sihanouk organizzò il suo proprio movimento politico, il Sangkum Reastr Niyum ("Comunità Socialista Popolare"), noto semplicemente come Sangkum, che vinse tutti i seggi nell'Assemblea Nazionale nelle elezioni del 1955. I Sangkum dominarono la scena politica fino a fine anni sessanta. Lo stile di governo di Sihanouk lo rese amato presso la sua popolazione, specialmente nei villaggi rurali. Nonostante i suoi vecchi interessi da conservatore, Sihanouk coinvolse le sinistre nel suo governo, e alcuni dei leader che incluse - tra cui Khieu Samphan, Hou Yuon, e Hu Nim – diventarono più tardi leader dei Khmer rossi. Nel 1963 annunciò la nazionalizzazione delle banche, del commercio con l'estero e l'instaurazione di un esperimento socialista che prosciugò le fonti di finanziamento straniere ed allineò l'ala destra. Nelle relazioni con l'estero, Sihanouk seguì una politica di neutralità e non allineamento. Accettò gli aiuti economici e militari degli USA ma intrattenne anche buone relazioni con la Cina e cercò di rimanere in buoni rapporti con la Repubblica Democratica del Vietnam (Vietnam del Nord). I principali obiettivi della sua politica estera furono quelli di preservare l'indipendenza della Cambogia e di tenere fuori il Paese dal conflitto del Vietnam, che andava assumendo dimensioni sempre più spaventose. Le relazioni con Washington si deteriorarono nei primi anni Sessanta. Nel 1963 il principe rifiutò ulteriori aiuti da parte degli Stati Uniti, e due anni dopo irrigidì le relazioni diplomatiche.
Alla fine degli anni sessanta sia la situazione interna che le relazioni con l'estero si erano deteriorate. La crescente ala destra sfidò il controllo di Sihanouk del sistema politico. Il risentimento per le dure tasse e l'espropriazione di terre per costruire delle raffinerie di zucchero portarono ad una violenta rivolta nel 1967 a Samlaut, nella provincia nord-occidentale di Battambang. Fu allora che le forze armate guidate dal generale Lon Nol (che era anche il primo ministro), soppressero la rivolta. Tuttavia un'altra insurrezione guidata dai comunisti si diffuse per il paese. Il dilagare della Seconda Guerra di Indocina iniziava a diventare un problema molto serio soprattutto a causa delle continue incursioni dei Vietnamiti del Nord e del Viet Cong. Apparentemente fu questo uno dei motivi che spinse Sihanouk a ristabilire le sue relazioni con Washington nel 1969. Nel marzo del 1970 fu rovesciato dal generale Lon Nol e da altri leader dell'ala destra, che sette mesi più tardi abolirono la monarchia ed istituirono la Repubblica Khmer.
La Repubblica Khmer dovette affrontare non solo i Nord Vietnamiti e i Viet Cong ma anche un forte e crescente movimento comunista che crebbe in modo sempre più letale con il passare del tempo. I comunisti cambogiani, che Sihanouk aveva contrassegnato come Khmer rossi, fecero risalire il loro movimento alla lotta per l'indipendenza e alla creazione, sotto il buon auspicio dei Vietnamiti, del Partito rivoluzionario dei Cambogiani - Kampuchean (or Khmer) People's Revolutionary Party (KPRP). Durante i primi anni sessanta, tuttavia, un gruppo di intellettuali comunisti cresciuti nel clima culturale di Parigi presero il potere del partito. I più importanti erano Saloth Sar (noto come Pol Pot dopo il 1976), Khieu Samphan, e Ieng Sary. Gradualmente neutralizzarono tutti i rivali che consideravano troppo asserviti al Vietnam. Dopo il colpo di Stato del marzo 1970 che aveva fatto cadere il principe Sihanouk, i Khmer rossi formarono un fronte unitario con il leader spodestato, che aveva ancora una forte influenza sui suoi cittadini.

## Ascesa e declino dei Khmer Rossi
Nonostante gli ingenti aiuti offerti dagli Stati Uniti alla nuova Repubblica, i bombardamenti contro le installazioni dei Nord Vietnamiti e dei Khmer Rossi, il regime di Phnom Penh perse il controllo di gran parte del territorio. Nel gennaio del 1975 le forze comuniste misero sotto assedio la capitale e, nei mesi successivi, strinsero sempre più la morsa. Il primo di aprile del 1975, il presidente Lon Nol abbandonò il paese, e sedici giorni dopo i Comunisti entrarono nella capitale.
Dopo la caduta di Lon Nol fu proclamata la Repubblica democratica della Kampuchea, e Sihanouk divenne Capo dello Stato. Nel giro di poco tempo, nel regime, si affermò l'ala più estremista capeggiata da Pol Pot (esponente di primo piano proveniente da Parigi). Nel 1976 Sihanouk si dimise e Pol Pot, nominato primo ministro, tentò di riportare la società cambogiana ad un egualitarismo rurale, concretizzatosi in deportazioni di massa e nella eliminazione sistematica di ogni opposizione. Esso provocò un milione e mezzo di vittime. La politica estera si caratterizzò per un rapporto amichevole con la Cina ed ostile nei confronti degli altri paesi dell'Indocina (soprattutto verso il Vietnam). A causa delle continue infiltrazioni cambogiane in Vietnam, il governo di Hanoi decise di invadere la Cambogia (Guerra Cambogiana-Vietnamita) favorendo l'ascesa al potere di Heng Samrin, nominato presidente della Repubblica popolare di Kampuchea nel 1979. I Khmer Rossi iniziarono a condurre azioni di guerriglia contro il governo di Phnom Penh e per ottenere sostegno politico internazionale allontanarono Pol Pot da posizioni di responsabilità politica e lo sostituirono con un moderato.
Nel 1987-1989 il Vietnam abbandonò il paese, si decisero delle libere elezioni (1990) sotto la supervisione dell'ONU e nel 1991 si stilò un trattato di pace che in seguito non fu rispettato. Le elezioni per l'Assemblea Costituente si tennero nel 1993 e furono boicottate dai Khmer Rossi; ciò portò alla vittoria dei monarchici del FUNCIPEC (Fronte unito nazionale per una Cambogia indipendente, neutrale, pacifica e cooperativa) guidato da Sihanouk e seguito dai neocomunisti filo-vietnamiti del Partito Popolare Cambogiano (PPC). L'assemblea richiamò Sihanouk, ripristinando la monarchia. Il governo fu affidato al figlio del re, Norodom Ranarridh e Hun Sen. Nel 1994 i Khmer Rossi vennero messi fuori legge dopo che avevano ripreso le azioni di guerriglia e, negli anni seguenti, si iniziarono ad avere fortissime tensioni tra i due premier che portarono all'estromissione di Ranarridh che fu costretto ad andare all'estero nel 1997. Nel 1998, dopo la vittoria del PPC nelle elezioni legislative, vide la luce un governo di unità nazionale guidato da Hun Sen, con Ranarridh presidente dell'assemblea nazionale. I Khmer Rossi indeboliti progressivamente condannavano a morte Pol Pot (si è incerti sulle cause della sua morte – aprile 1998) e deponevano le armi. Nel 1999 la Cambogia aderì all'ASEAN e nel 2001 venne accolta la proposta dell'ONU di istituire un tribunale internazionale per giudicare i crimini commessi dai Khmer Rossi. Nel 2002 le prime elezioni amministrative fecero registrare la vittoria del PPC in gran parte delle province del martoriato paese.
Nel febbraio del 2002, dopo cinque anni di trattative tra l'ONU e il governo cambogiano, fallì il tentativo di istituire un tribunale, formato da pubblici ministeri internazionali e cambogiani, contro i crimini di guerra compiuti dai Khmer rossi. Tra i motivi del fallimento dobbiamo ricordare l'appartenenza di molti degli attuali comandanti e uomini politici del regime agli ex militari di Pol Pot. Sono pochi i Khmer rossi attualmente in stato di arresto ed è assai improbabile che Ieng Sary, ex ministro degli esteri e cognato di Pol Pot, venga processato, in quanto un'azione del genere potrebbe minare quel clima di stabilità che il paese ha appena conquistato. Inoltre molte voci a livello internazionale dicono che il processo contro Ta Mok (detto il macellaio) e Kang Kech Iev, comandante della famigerata prigione di Tuol Sleng, sia una messa in scena. Un altro problema che si pone è la successione al trono del re Sihanouk, l'ultimo discendente della dinastia divina di Angkor. Le relazioni tra Cambogia e Thailandia si sono deteriorate il 29 gennaio 2003 quando una famosa attrice tailandese aveva affermato che il tempio di Angkor Wat – un fortissimo simbolo nazionale – apparteneva alla Thailandia e doveva essere restituito. Si sono verificati vari disordini e le relazioni diplomatiche tra i due paesi sono state sospese a tempo indeterminato. Le elezioni del 2003 sono state vinte dal Partito Popolare Cambogiano del primo ministro Hun Sen. Tuttavia lo Human Rights Watch afferma che la campagna elettorale è stata influenzata dall'acquisto dei voti, intimidazioni, espulsioni dai villaggi e confisca dei beni a danno dei sostenitori dei partiti di opposizione.
Al vertice di Cancún, nel settembre 2003, Cambogia e Nepal sono entrate a far parte del WTO: per la prima volta l'organizzazione del commercio mondiale autorizza due nazioni in via di sviluppo a farne parte. Le condizioni per l'ingresso sono tuttavia pesantissime: tagli delle tariffe doganali, apertura totale del loro mercato interno, rinuncia immediata all'utilizzo dei farmaci generici prodotti nel paese.